# Beameromyia quaterna
Beameromyia quaterna är en tvåvingeart som beskrevs av Scarbrough 1997. Beameromyia quaterna ingår i släktet Beameromyia och familjen rovflugor. Inga underarter finns listade i Catalogue of Life.